# تالبوت سامبا
تالبوت سامبا (Talbot Samba) خودرویی است که در سال‌های ۱۹۸۱–۱۹۸۶تولید شده‌است. طراحی آن خودروهای موتور جلو-محور جلو بوده طول آن در حالت طبیعی ۳٬۵۰۶ میلیمتر (۱۳۸٫۰ اینچ)، عرض آن در حالت طبیعی ۱٬۵۲۸ میلیمتر (۶۰٫۲ اینچ) و ارتفاع آن در حالت طبیعی ۱٬۳۶۲ میلیمتر (۵۳٫۶ اینچ) و وزن آن در حالت طبیعی ۷۴۰ کیلوگرم (۱٬۶۳۰ پوند) است. سیستم جعبه‌دندهٔ آن ۵ دنده به صورت دستی است.